# Saniculoideae
Saniculoideae Burnett, 1835 è una sottofamiglia di piante angiosperme della famiglia Apiaceae.

## Distribuzione e habitat
La sottofamiglia ha una distribuzione cosmopolita.

## Tassonomia
La sottofamiglia comprende i seguenti generi:
- Actinolema Fenzl
- Alepidea F.Delaroche
- Arctopus L.
- Astrantia L.
- Eryngium Tourn. ex L.
- Petagnaea Caruel
- Polemanniopsis B.L.Burtt
- Sanicula L.
- Steganotaeni Hochst.

### Alcune specie

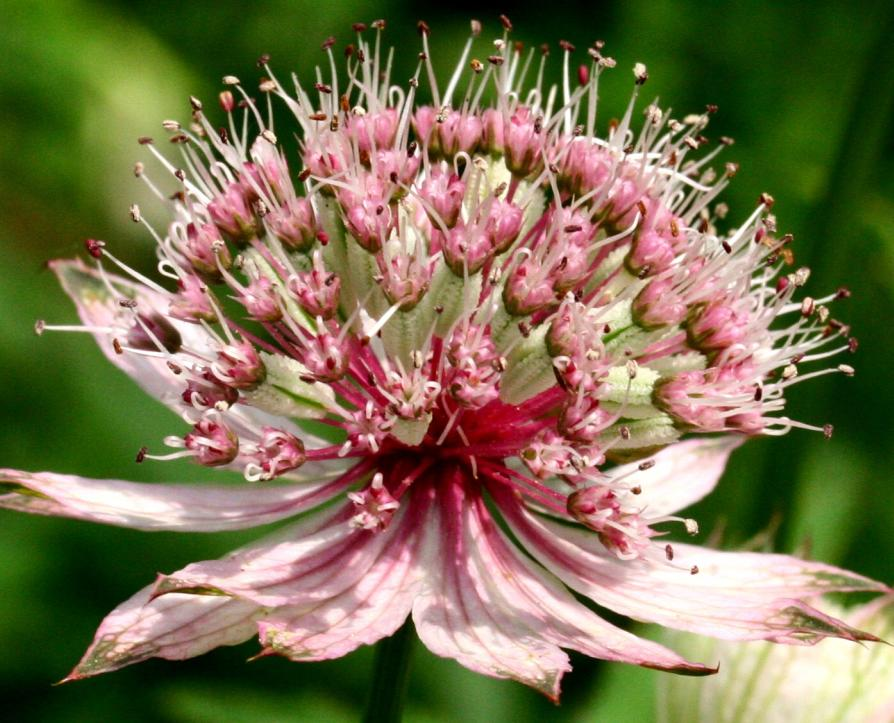
Astrantia major
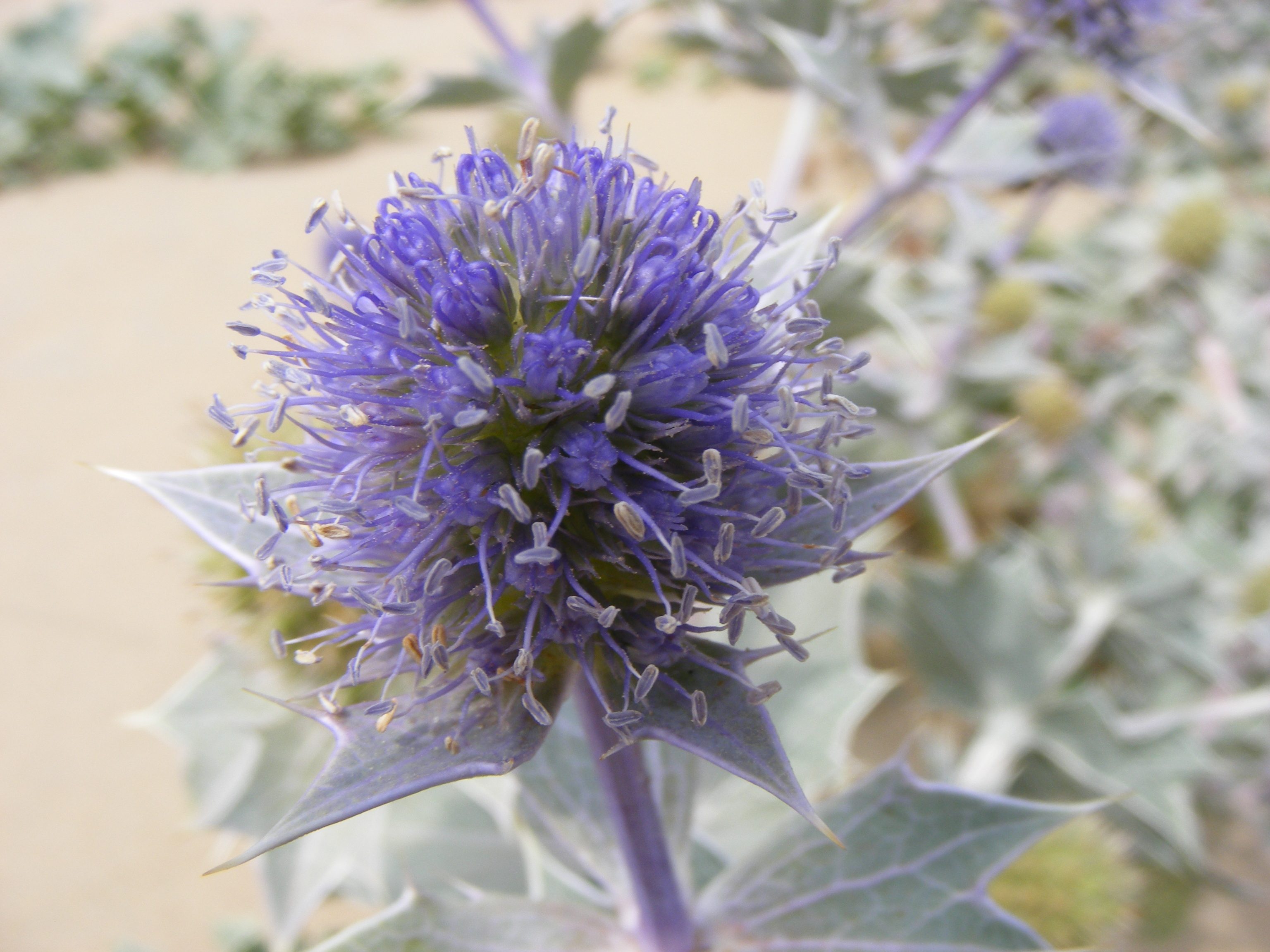
Eryngium maritimum
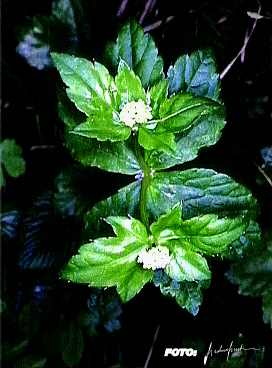
Petagnaea gussonei